# 1900 у кіно

## Події
- Reulos, Goudeau & Co. розробляють 21 мм аматорський формат (Mirographe).
- Брати Люм'єр представили на Всесвітній виставці 75 мм формат плівки (Lumiere Wide).
- Рауль Грімуен Сансон[en] на Всесвітній виставці представив «Сінеораму». У центрі круглого павільйону, стіни якого служили циліндричним екраном, розташовувався майданчик для глядачів і забезпечувався круговий огляд. Для знімання і проєкції використовували 10 кіноплівок, а десять кінознімальних апаратів кріпилися на загальній основі.

## Фільми
- Двоє сліпих людей
- Зачарований малюнок
- Бабусина лупа
- Дуель Гамлета, режисер — Моріс Клеман
- Ромео та Джульєтта, режисер — Моріс Клеман

## Персоналії

### Народилися
- 4 січня — Владислав Красновецький, польський актор театру і кіно, режисер, педагог (пом. 1983).
- 2 лютого — Головня Анатолій Дмитрович, радянський кінооператор (пом. 1982).
- 4 лютого — Жак Превер, французький поет і кінодраматург (пом. 1977).
- 11 лютого — Орлова Любов Петрівна, радянська акторка (пом. 1975).
- 16 лютого — Альберт Гекетт, американський драматург і сценарист (пом. 1995).
- 18 лютого — Расселл Хоптон, американський кіноактор і режисер (пом. 1945).
- 21 лютого — Мадлен Рено, французька акторка театру та кіно (пом. 1994).
- 22 лютого — Луїс Бунюель, французький і мексиканський кінорежисер іспанського походження, лауреат премії «Оскар» (пом. 1983).
- 23 лютого:
  - Штраух Максим Максимович, радянський актор театру і кіно, театральний режисер (пом. 1974).
  - Кізимовська Ольга Василівна, українська режисерка монтажу, кіноакторка (пом. 1988).
- 5 квітня — Спенсер Трейсі, американський актор (пом. 1967).
- 11 квітня — Корш-Саблін Володимир Володимирович, білоруський актор, кінорежисер (пом. 1974).
- 1 травня — Роберт Лорд, американський сценарист і продюсер (пом. 1976).
- 3 травня:
  - Яковченко Микола Федорович, український актор театру та кіно (пом. 1974).
  - Нікітін Федір Михайлович, радянський актор театру і кіно (пом. 1988).
- 10 травня — Тяпкіна Олена Олексіївна, радянська акторка театру і кіно (пом. 1984).
- 15 травня — Микола Охлопков, радянський актор театру і кіно, режисер, педагог, народний артист СРСР (1948) (пом. 1967).
- 27 червня — Сердюк Олександр Іванович, український актор театру та кіно (пом. 1988).
- 29 червня — Байрон Мансон, американський актор (пом. 1989).
- 3 липня — Алессандро Блазетті, італійський кінорежисер, сценарист, актор та монтажер (пом. 1987).
- 7 липня — Марія Бард, німецька акторка кіно (пом. 1944).
- 17 липня — Марсель Даліо, французький актор (пом. 1983).
- 22 липня:
  - Симашкевич Милиця Миколаївна, українська художниця театру й кіно (пом. 1976).
  - Бібіков Борис Володимирович, російський актор, режисер, педагог (пом. 1986).
- 27 липня — Чарльз Відор, американський кінорежисер угорського походження (пом. 1959).
- 21 серпня — Ейлін Персі, ірландська акторка (пом. 1973).
- 19 вересня — Рікардо Кортес, американський актор (пом. 1977).
- 26 вересня — Бетті Франциско, американська кіноакторка (пом. 1950).
- 5 жовтня — М'ясникова Варвара Сергіївна, радянська акторка театру і кіно (пом. 1978).
- 6 жовтня — Веріко Анджапарідзе, радянська і грузинська акторка, народна артистка СРСР (1950) (пом. 1987).
- 10 жовтня — Азарх-Опалова Євгенія Емануїлівна, українська акторка театру і кіно (пом. 1985).
- 15 жовтня — Мервін Лерой, американський кінорежисер, кінопродюсер, актор (пом. 1987).
- 17 жовтня — Джин Артур, американська акторка (пом. 1991).
- 21 жовтня — Табачникова-Нятко Поліна Мусіївна, українська радянська акторка, режисерка і театральна педагогиня (пом. 1994).
- 26 жовтня — Марк Сендріч, американський кінорежисер, сценарист і продюсер (пом. 1945).
- 31 жовтня — Рижов Микола Іванович, радянський актор театру і кіно (пом. 1986).
- 3 листопада — Михайло Астангов, радянський актор театру і кіно (пом. 1965).
- 4 листопада — Васильєв Сергій Дмитрович, радянський російський актор, кінорежисер, сценарист (пом. 1959).
- 6 листопада — Роуленд Браун, американський сценарист і режисер (пом. 1963).
- 16 листопада:
  - Абдулов Осип Наумович, російський радянський актор театру і кіно (пом. 1953).
  - Ердман Микола Робертович, радянський російський драматург, сценарист (пом. 1970).
- 18 листопада — Прут Йосиф Леонідович, радянський, російський кінодраматург (пом. 1996).
- 6 грудня — Агнес Мургед, американська акторка (пом. 1974).
- 9 грудня — Полежаєв Георгій Миколайович, радянський російський актор, режисер (пом. 1986).
- 14 грудня — Єрмолінський Сергій Олександрович, радянський російський журналіст, кіносценарист, літератор, драматург (пом. 1984)
- 23 грудня — Марк Аллегре, французький кінорежисер і сценарист (пом. 1973).